# Churfranken (Verein)
Der Churfranken e.V. wurde 2007 von 25 unterfränkischen Gemeinden beiderseits des Mains gegründet. Ziel des Vereins ist die touristische Vermarktung der Region und ihrer Produkte sowie die Stärkung des Namens Churfranken.

## Mitgliedschaften
Im Einzelnen handelt es sich bei den Gründungsmitgliedern um die 25 Gemeinden: Altenbuch, Amorbach, Bürgstadt, Collenberg, Dorfprozelten, Eichenbühl, Elsenfeld, Erlenbach, Faulbach, Großheubach, Großostheim, Großwallstadt, Kleinheubach, Kleinwallstadt, Klingenberg, Laudenbach, Miltenberg, Mönchberg, Neunkirchen, Niedernberg, Obernburg, Rüdenau, Stadtprozelten, Sulzbach, Wörth. Die rund 400 Mitglieder sind vor allem Beherbungs-, Gastronomie- und Weinbetriebe sowie die heimische Industrie und das Handwerk.
Die Mitglieder des Vereins definieren ihre Region als das Gebiet entlang des Mains zwischen Spessart und Odenwald, an der Süd- und West-Flanke des Mainvierecks, von Faulbach bis Großostheim. Außer Großostheim (Landkreis Aschaffenburg) liegen alle beteiligten Orte im Landkreis Miltenberg.

## Namensgebung
Die Marke Churfranken steht für die über Jahrhunderte hinweg bestandene Zugehörigkeit der Region zum Kurfürstentum Mainz, erkennbar noch an vielen Ortswappen mit dem Mainzer Rad.

## Aktivitäten

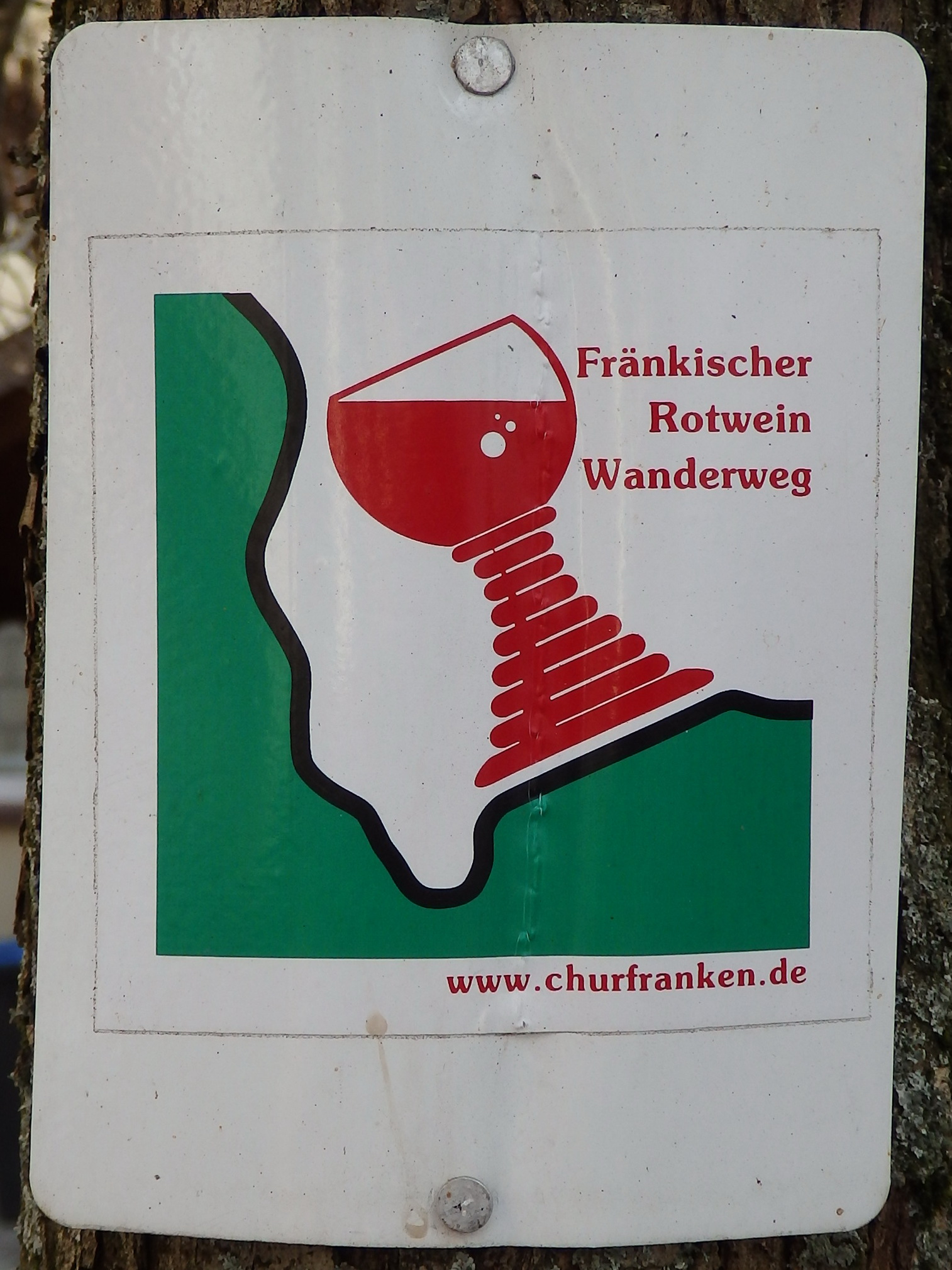
Hinweisschild (Wanderweg)

Der Verein hat sich zwei Schwerpunkte gesetzt. Urlaub machen in Churfranken mit dem Slogan Leben Sie langsam und Arbeiten und leben in Churfranken mit Endlich entfalten.
Die Region Churfranken liegt zwischen den Waldgebieten Odenwald und Spessart. Mit gut 50 km sind die Entfernungen nach Frankfurt und Würzburg in etwa gleich. Churfranken steht für eine Reihe touristischer Sehenswürdigkeiten und lokal erzeugter Produkte.
Hervorzuheben ist der Fränkische Rotweinwanderweg inmitten historischer Weinberge, geprägt von Steillagen und Trockensteinmauern auf dem erdgeschichtlich bedeutenden Buntsandstein. Die oberhalb des Mains gelegene, 79 km lange Strecke ist eingeteilt in sechs Etappen. Der Weg geht von der Winzergemeinde Großwallstadt über Großostheim mit seinem Tilman-Riemenschneider-Altar im Norden, dem  geschichtsträchtigen Klingenberg mit alter Rotweintradition bis hin zur heutigen Hochburg des Spätburgunders in Bürgstadt im Süden. Zu den sportlichen Aktivitäten gehören unter anderem acht Mountainbike-Rundstrecken, zwei 18-Loch Meisterschaftsplätze und für Wassertouristen („Gelbe Welle“) der Main.
Anzutreffen sind typische Landhotels und Gasthöfe sowie eine Gastronomie wie die fränkisch typischen Häckerwirtschaften (Weinwirtschaften von einzelnen Winzern, geöffnet zu bestimmten Zeiten des Jahres).
Hervorzuheben sind die Churfränkischen Winzer, die vor allem für ihre Spätburgunder bekannt sind. Eine über 350 Jahre andauernde Brautradition findet man im Miltenberger Schwarzviertel.
Touristisch interessant sind zahlreiche Kulturstätten: So beispielsweise das fachwerkgeprägte Miltenberg mit seinem Marktplatz, „Schnatterloch“ genannt, die  Spuren der römischen Besiedlung in Obernburg, oder die 950 erbaute Martinskapelle in Bürgstadt mit bildhaften Darstellungen von Begebenheiten aus dem Alten und Neuen Testament auf 40 Medaillons (sogenannte Armenbibel aus dem 16. Jahrhundert). Eine bis in vorchristliche Zeit zurückreichende Geschichte hat das Kloster Engelberg über dem Main. Burgen und Schlösser gibt es einige, wie die von den Mainzer Erzbischöfen Anfang des 13. Jahrhunderts errichtete Mildenburg sowie die Henneburg in Stadtprozelten. Auf der stauferzeitlichen Wildenburg hat der Forschung nach Wolfram von Eschenbach seinen Parzival geschrieben.
Zu den kulturellen Veranstaltungen gehören das Orgelvorspiel auf einer originalen Stumm-Orgel aus dem 18. Jahrhundert in der Amorbacher Abteikirche und der Besuch der Kabarett- und Kleinkunstbühnen wie etwa dem kleinsten Theater der Welt in Miltenberg.

## Sonstiges
Inzwischen ist an der Bundesautobahn 3 auch eine Unterrichtungstafel mit der Aufschrift „Miltenberg in Churfranken“ angebracht.